# Nissa Rebela
Nissa Rebela est un mouvement politique identitaire présent à Nice et dans le Pays niçois de 2005 à 2015. Issu du Bloc identitaire, il est positionné à l'extrême droite.
Dirigé par Philippe Vardon jusqu'en 2015, l'ancien porte-parole des Jeunesses identitaires, il compterait environ 600 adhérents. Il devient inactif à partir de 2015.

## Idéologie et programme
Il milite pour l'arrêt total de l'immigration extra-européenne, la promotion et la défense de l'identité niçoise, l'apprentissage de la langue niçoise, en particulier dans les écoles, avec la création de postes d'enseignants de niçois. Il est opposé à toute construction de mosquée sur le territoire niçois et souhaite l'organisation d'un référendum local sur ce sujet. Ainsi, Philippe Vardon et ses amis participent à l'occupation du toit de la mosquée de Poitiers en octobre 2012.
Concernant la question du régionalisme, Nissa Rebela n'est pas indépendantiste, mais milite pour une certaine autonomie du Pays niçois. Il désapprouve notamment « le centralisme républicain et la mainmise de Marseille, Paris et Bruxelles sur la vie des Nissarts ».

## Activités
Nissa Rebela organise chaque année dans les rues de Nice un défilé en l'honneur de Catherine Ségurane ainsi qu'une « marche de la fierté niçoise ». Ils se sont d'abord fait connaître en collant de nombreuses affiches dans la ville, dont l'une fut intitulée « Oui à la socca, non au kebab ». Le groupe met en place une distribution de soupes au lard pour en exclure les musulmans. Le groupe change les noms de rues du centre-ville de Nice en « rue de la Lapidation » ou « rue de la Burqa ».
En février 2007, ils font pression sur les organisateurs d'un concert de rap afin d'empêcher la tenue à Nice de ce concert qui, d'après Nissa Rebela, faisait appel à des chanteurs qui appelaient à la violence et incitaient à la haine envers la France. Après de nombreux appels téléphoniques et envois de courriers et de courriels, le concert est finalement annulé.
En janvier 2009, alors que des incidents et des heurts ont lieu dans le centre-ville de Nice à l'issue d'une manifestation de soutien aux Palestiniens lors de la guerre de Gaza, Nissa Rebela décide d'organiser la semaine suivante, une manifestation intitulée « Maîtres chez nous : n'abandonnons pas notre ville à la racaille ! ». Au même moment doit se dérouler un nouveau rassemblement de soutien aux Palestiniens. Le préfet prend la décision d'interdire les deux manifestations afin d'éviter tout incident. Le maire de Nice, Christian Estrosi, qualifiera alors Nissa Rebela de « mouvement complètement inacceptable dans cette ville », « ils représentent tout le contraire de ce que je peux tolérer » ajoutera-t-il.
En mai 2009, Nissa Rebela a organisé une manifestation pour s'opposer au passage de la nouvelle ligne du tramway de Nice sur la Promenade des Anglais mettant notamment en cause la possible « défiguration » de celle-ci. Il réclame la tenue d'un référendum sur cette question.
Leurs membres ouvrent en juin 2010, au no 9 de la rue Ribotti à Nice, un local de 130 mètres carrés dénommé « Lou Bastioun » et destiné à accueillir une permanence politique, une salle de sport et de conférences ainsi qu’un bar associatif. Ce lieu succède au précédent local « La Maioun » qu'ils avaient mis en place dans la même rue dès 2004. Par ailleurs, ils distribuent depuis août 2009 un « quatre pages », intitulé identità, contenant leurs réactions à l'actualité locale.
Il devient inactif après le départ de Philippe Vardon en 2015.

## Élections

### Cantonales
Nissa Rebela se présente pour la première fois à une élection le 12 juin 2005, lors d'une cantonale partielle dans le canton de Nice-7. À l'occasion des élections cantonales de 2008, le mouvement présente un candidat dans quatre des six cantons renouvelables de la ville de Nice et obtient des scores entre 2,22 et 5,09 %. Il participe par la suite à toutes les élections cantonales partielles qui ont lieu dans le Pays niçois, recueillant de 2,2 % (Saint-Martin-Vésubie) à 7,68 % des suffrages (Nice-6). Lors des élections cantonales de 2011, il se présente dans la plupart des cantons renouvelables du Pays niçois. Dans le canton de Nice-14, il soutient l'ancien maire de Nice Jacques Peyrat qui se présente sous l'étiquette Entente républicaine. Les scores obtenus s'établissent autour d'une moyenne de 3,8 %, avec un score minimal de 1,41 % à Puget-Théniers et une pointe à Guillaumes avec 12,93 % des voix. Ces élections, où l'on note par ailleurs une forte poussée du Front national, marquent un arrêt dans la progression électorale de Nissa Rebela dont les résultats s'avèrent en deçà de ses ambitions initiales. 
| Élection        | Canton               | Candidat                  | Nb de voix | %     |
| --------------- | -------------------- | ------------------------- | ---------- | ----- |
| Partielle 2005  | Nice-7               | Damien Derey              | 85         | 1,9   |
| Partielle 2007  | Nice-11              | Damien Derey              | 420        | 4,0   |
| Cantonales 2008 | Nice-1               | Dominique Lescure         | 150        | 2,22  |
| Cantonales 2008 | Nice-2               | Philippe Vardon           | 283        | 4,22  |
| Cantonales 2008 | Nice-6               | Benoît Loeillet           | 467        | 5,09  |
| Cantonales 2008 | Nice-13              | Myriam Marchand           | 404        | 4,23  |
| Partielle 2008  | Saint-Martin-Vésubie | Pierre-Antoine Plaquevent | 25         | 2,2   |
| Partielle 2009  | Nice-12              | Aulde Maisonneuve         | 174        | 4,9   |
| Partielle 2009  | Nice-6               | Benoît Loeillet           | 273        | 7,68  |
| Cantonales 2011 | Nice-3               | Philippe Vardon           | 394        | 4,44  |
| Cantonales 2011 | Nice-5               | Benoît Loeillet           | 223        | 3,30  |
| Cantonales 2011 | Nice-7               | Dominique Lescure         | 181        | 3,24  |
| Cantonales 2011 | Nice-8               | Éric de Linares           | 129        | 2,71  |
| Cantonales 2011 | Nice-10              | Roxanne Georges           | 275        | 3,84  |
| Cantonales 2011 | Nice-11              | Marie-Édith Cattet        | 336        | 4,51  |
| Cantonales 2011 | Nice-12              | Aulde Maisonneuve         | 173        | 3,50  |
| Cantonales 2011 | Guillaumes           | Myriam Marchand           | 231        | 12,93 |
| Cantonales 2011 | L'Escarène           | Jessica Jannuzzi          | 131        | 3,45  |
| Cantonales 2011 | Lantosque            | Étienne Mougenot          | 25         | 1,52  |
| Cantonales 2011 | Levens               | Benoît Vardon             | 391        | 5,34  |
| Cantonales 2011 | Puget-Théniers       | Jérôme Guichard           | 25         | 1,41  |
| Cantonales 2011 | Saint-Martin-Vésubie | Guillaume Jannuzzi        | 21         | 1,61  |
| Cantonales 2011 | Villars-sur-Var      | Thibault Martin           | 29         | 1,53  |
| Partielle 2012  | Levens               | Benoît Vardon             | 129        | 2,46  |

### Municipales
À l'élection municipale de mars 2008, la liste soutenue par Nissa Rebela et le MNR, intitulée N.I.S.S.A (Nice identité sécurité solidarité action) et conduite par Philippe Vardon, a rassemblé 3,03 % des suffrages à Nice.
Dans le cadre de la préparation de l'élection municipale à Nice en 2014, Philippe Vardon a quitté la présidence de Nissa Rebela et tenté d'adhérer au Rassemblement bleu Marine. Mais son adhésion au RBM a finalement été refusée par la direction du mouvement lepéniste. Faute d'accord avec le FN, le mouvement se présente seul à l'élection municipale de Nice et obtient 4,4 % des voix. Philippe Vardon est cependant décrit après les élections comme conseiller officieux de la conseillère municipale Marie-Christine Arnautu.

### Législatives
Lors des élections législatives de 2007, 4 candidats soutenus par Nissa Rebela se présentent dans le département des Alpes-Maritimes et obtiennent entre 2,20 % et 2,66 % des voix. 
| Circonscription         | Candidat                  | Nb de voix | %    |
| ----------------------- | ------------------------- | ---------- | ---- |
| 1re des Alpes-Maritimes | Philippe Vardon           | 773        | 2,29 |
| 2e des Alpes-Maritimes  | Benoit Loeuillet          | 938        | 2,66 |
| 3e des Alpes-Maritimes  | Myriam Marchant           | 963        | 2,50 |
| 5e des Alpes-Maritimes  | Pierre-Antoine Plaquevent | 1195       | 2,20 |

Lors de l'élection législative partielle dans la cinquième circonscription des Alpes-Maritimes, le candidat soutenu par Nissa Rebela, Pierre-Antoine Plaquevent, réunit 4,61 % des voix.
En vue des élections législatives de 2012, Philippe Vardon annonce en décembre 2011 son intention de se présenter dans la cinquième circonscription des Alpes-Maritimes, face au maire de Nice Christian Estrosi, et lance un appel au Front national afin d'obtenir son soutien. Après une longue incertitude, les dirigeants de ce dernier (notamment Jean-Marie Le Pen, Louis Aliot et Lydia Schénardi) refusent et décident de présenter leur propre candidate. Philippe Vardon abandonne alors sa candidature, expliquant ne pas vouloir diviser les voix de l'opposition et ainsi faciliter la réélection de Christian Estrosi,. Dans la première circonscription des Alpes-Maritimes, Nissa Rebela décide d'apporter son soutien et de militer en faveur de Jacques Peyrat,.

### Présidentielle de 2012
Du 5 au 31 décembre 2011, Nissa Rebela se prononce lors d'un vote interne des adhérents sur un éventuel soutien à un des candidats à l'élection présidentielle française de 2012. Quatre choix sont proposés par le bureau du mouvement et les résultats, issus de plus de 300 personnes, sont communiqués par Philippe Vardon le 6 janvier 2012. Le choix de soutenir Marine Le Pen arrive en tête avec 79 % des voix, suivi par celui de ne soutenir aucune candidature (12 %), et celui de s'aligner sur le résultat de la consultation de l'ensemble des adhérents du Bloc identitaire (9 %). Le soutien à Frédéric Nihous (CPNT) ne recueille quant à lui aucune voix.
À l'occasion de ce vote, la direction de Nissa Rebela rappelle les divergences qui existent entre Marine Le Pen et lui, notamment sur l'Europe et les « libertés locales ». Mais le mouvement justifie son soutien à Marine Le Pen par les mesures défendues par celle-ci en matière d'immigration (la suppression du droit du sol et du regroupement familial). Il énonce notamment : « Pour défendre l’identité d’un peuple, encore faut-il que ce peuple existe toujours et n’ait pas été totalement submergé ». D'après le journaliste du Monde Abel Mestre, le fort soutien apporté par les adhérents du mouvement à Marine Le Pen s'explique également par la perspective d'un accord avec le Front national en vue des élections législatives de 2012. Le 30 mars 2012, Philippe Vardon était assis au deuxième rang lors du meeting de Marine Le Pen au palais des congrès Acropolis.

### Régionales de 2015
En 2015, Vardon affirme avoir quitté ses responsabilités directes à Nissa Rebela.
Philippe Vardon est élu au conseil régional de Provence-Alpes-Côte d'Azur en 2015 sur la liste de Marion Maréchal-Le Pen : au sein de son groupe, il est chargé de la communication. Il est aussi membre du bureau départemental des Alpes-Maritimes du FN chargé de la communication externe et des actions militantes.
Le 3 octobre 2015, Philippe Vardon est condamné à six mois de prison ferme en première instance, pour une bagarre survenue le 30 mars 2014 au soir, avec trois jeunes maghrébins. Selon l'élu, qui était accompagné de sa femme et de ses deux enfants, ceux-ci, l’ayant reconnu, l’auraient alors « pris à partie avec un cric, une manivelle et un démonte-pneu ». Les trois jeunes maghrébins indiquent quant à eux avoir été victimes d’injures racistes. Philippe Vardon a fait appel de la décision et n'a été condamné en appel que pour violences, à une amende, en l'absence de preuve d'utilisation d'une arme en début de l'altercation.

### Vidéographie
- Caroline Fourest, Les Enragés de l'identité, documentaire, France 5, 2012, 51 min, lire en ligne et voir en ligne.